# محمد بشیر قانت چاه‌آبی
محمّد بشیر قانت چاه‌آبی سیاستمدار اهل افغانستان است. وی از اوت ۲۰۰۸ تا ۲۵ مه ۲۰۱۰ به‌عنوان والی ولایت سرپل ایفای وظیفه می‌کرد.محمد بشیر قانت دارای رتبه تورن جنرال بوده که در جهاد بزرگ شهامت و شجاعت زیاد نشان داده.محمد بشیر قانت برعلاوه از کمک های که مردم ولایت سرپل انجام داده نیز دست گسترده در خدمت به مردن تخار دارد. محمد بشیر قانت با حزینه شخصی خود مکاتب، مدارس و ده ها کمک های مادی و معنوی به مردم خود انجام داده است. وی یکی از چهره های مهم و پر نفوس سمت شمال شناخته شده است.باز نگهداشتن مکاتب در ولسوالی چاه آب از ۱۳۷۶ الی ۱۳۸۱ که در آن زمان در تمام نقاط کشور به روی دانشمندان بسته بود. کمک به هزاران بیجاشده گان جنگ از از پروان و بغلان و تهیه مسکن برای آنها. اعمار مدارس و مکاتب در مرکز و قریه جات .